# Dioscoreaceae

## Classificação
De acordo com o sistema APG IV (2016), Dioscoreaceae é uma família da ordem Dioscoreales pertencente ao clado das monocotiledôneas. Estão agrupadas nessa família, aproximadamente 900 espécies, distribuídas em quatro gêneros: Dioscorea, Stenomeris, Tacca e Trichopus.

## Relações Filogenéticas
Dioscoreaceae é um grupo monofilético, com sinapomorfias morfológicas e moleculares, além de ser grupo irmão das demais famílias de Dioscoreales (Burmanniaceae e Nartheciaceae). Perianto persistente no fruto e sementes com embrião pequeno são algumas das possíveis sinapomorfias morfológias para esse grupo. Dentre os gêneros dessa família, Stenomeres é um grupo monofilético irmão dos demais gêneros.

## Características Morfológicas
As espécies dessa família frequentemente são trepadeiras e apresentam especialização de tecidos para reserva (rizomas, bulbos ou tubérculos) como o inhame, um tubérculo obtido da espécie, que é provavelmente a mais conhecida da família devido a sua utilização na culinária de alguns países.
Uma característica interessante dessa família são as folhas com venação reticulada, incomum em monocotiledôneas, que em geral apresentam folhas com venação paralela. Além disso, quase sempre as folhas estão dispostas de forma alterna espiralada e podem ser simples, palmadas-compostas ou compostas.

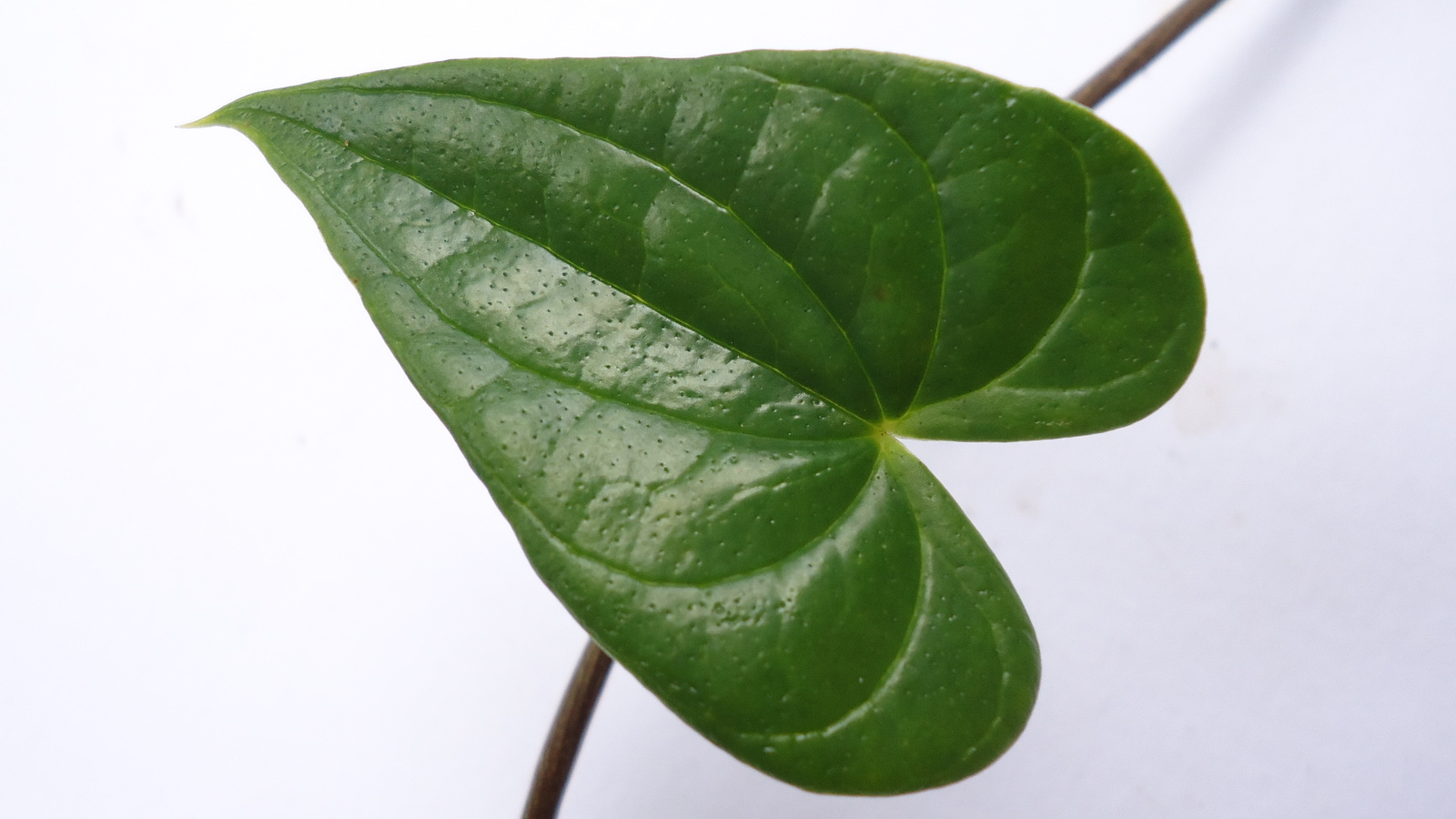
Folha com venação reticulada.

As flores em geral são unissexuais, com pouca distinção entre pétalas e sépalas. Apresentam cálice e corola trímeros unidos na base, podem apresentar nectários septais ou discos nectaríferos (Souza e Lorenzi, 2008).
Apresentam frutos do tipo cápsula, as vezes alado, alguns apresentam sementes aladas, dessa forma, a dispersão é realizada principalmente pelo vento.

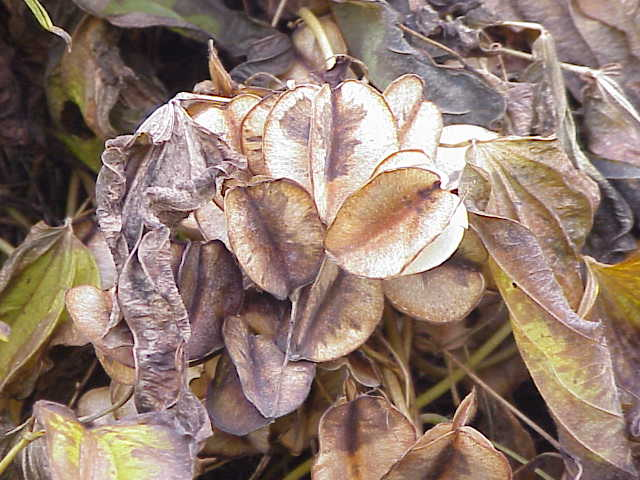
Frutos do tipo cápsula.

## Importância Econômica
As saponinas e esteroides, produzidas por muitas espécies dessa família, são utilizadas para a prodeução de sabão e venenos, e na indústria farmacêutica para a produção de corticosteróides semi-sintéticos e anticoncepcionais. Além disso, o inhame é utilizado na alimentação em muitos países.

## Dioscoreaceae no Brasil
De acordo com dados fornecidos pelo site Flora do Brasil 2020, dois desses gêneros ocorrem no país totalizando 141 espécies, das quais 105 são endêmicas, distribuídas em todos os domínios brasileiros.